# Сотниковский сельсовет (Липецкая область)
Сотниковский сельсове́т — сельское поселение в Краснинском районе Липецкой области. 
Административный центр — село Сотниково.

## История
В соответствии с законами Липецкой области №114-оз от 02.07.2004 и №126-оз от 23.09.2004 Сотниковский сельсовет наделён статусом сельского поселения, установлены границы муниципального образования.
В соответствии с Законом Липецкой области от 18.08.2011 года №534-ОЗ в состав сельсовета включена часть населённых пунктов упразднённого Сергиевского сельсовета.

## Население
| 2010 | 2012 | 2013 | 2014 | 2015 | 2016 | 2017 |
| ---- | ---- | ---- | ---- | ---- | ---- | ---- |
| 592  | ↗894 | ↘862 | ↘836 | ↘822 | ↘791 | ↘772 |
| 2018 | 2021 |      |      |      |      |      |
| ↘746 | ↗869 |      |      |      |      |      |

## Состав сельского поселения
| №  | Населённый пункт | Тип населённого пункта       | Население |
| -- | ---------------- | ---------------------------- | --------- |
| 1  | Выползово        | деревня                      | 19        |
| 2  | Гололобово       | деревня                      | 21        |
| 3  | Жаркий Верх      | деревня                      | ↘8        |
| 4  | Заовражное       | деревня                      | ↘8        |
| 5  | Ивановка 1-я     | деревня                      | 9         |
| 6  | Красное 1-я      | деревня                      | 3         |
| 7  | Малинки          | деревня                      | 3         |
| 8  | Мамоново         | деревня                      | 43        |
| 9  | Мокрое           | село                         | 11        |
| 10 | Монаенки         | село                         | 15        |
| 11 | Половнево        | деревня                      | 175       |
| 12 | Пятницкое        | село                         | 7         |
| 13 | Ратманово        | деревня                      | 0         |
| 14 | Сапрыкино        | деревня                      | 7         |
| 15 | Солнцево         | деревня                      | 2         |
| 16 | Сотниково        | село, административный центр | 344       |
| 17 | Федянино         | деревня                      | 5         |
| 18 | Щербаково        | деревня                      | 252       |